# Миронов, Владимир Васильевич (футболист)
Влади́мир Васи́льевич Миро́нов (годы жизни неизвестны) — советский футболист, полузащитник.
Выступал за «Динамо» Ташкент. В 1937 году, когда команда дебютировала в соревнованиях команд мастеров, в первенстве группы «Г» провёл 9 матчей. В Кубке СССР 1939 года сыграл четыре матча, вместе с командой дошёл до полуфинала. Играл за «Динамо» в первенстве второй группы 1948 года.